# Pera Chorio
Pera Chorio (griechisch Πέρα Χοριό) ist ein Ort im Bezirk Nikosia in Zypern. Bei der Volkszählung 2021 hatte der Ort 3002 Einwohner.

## Lage

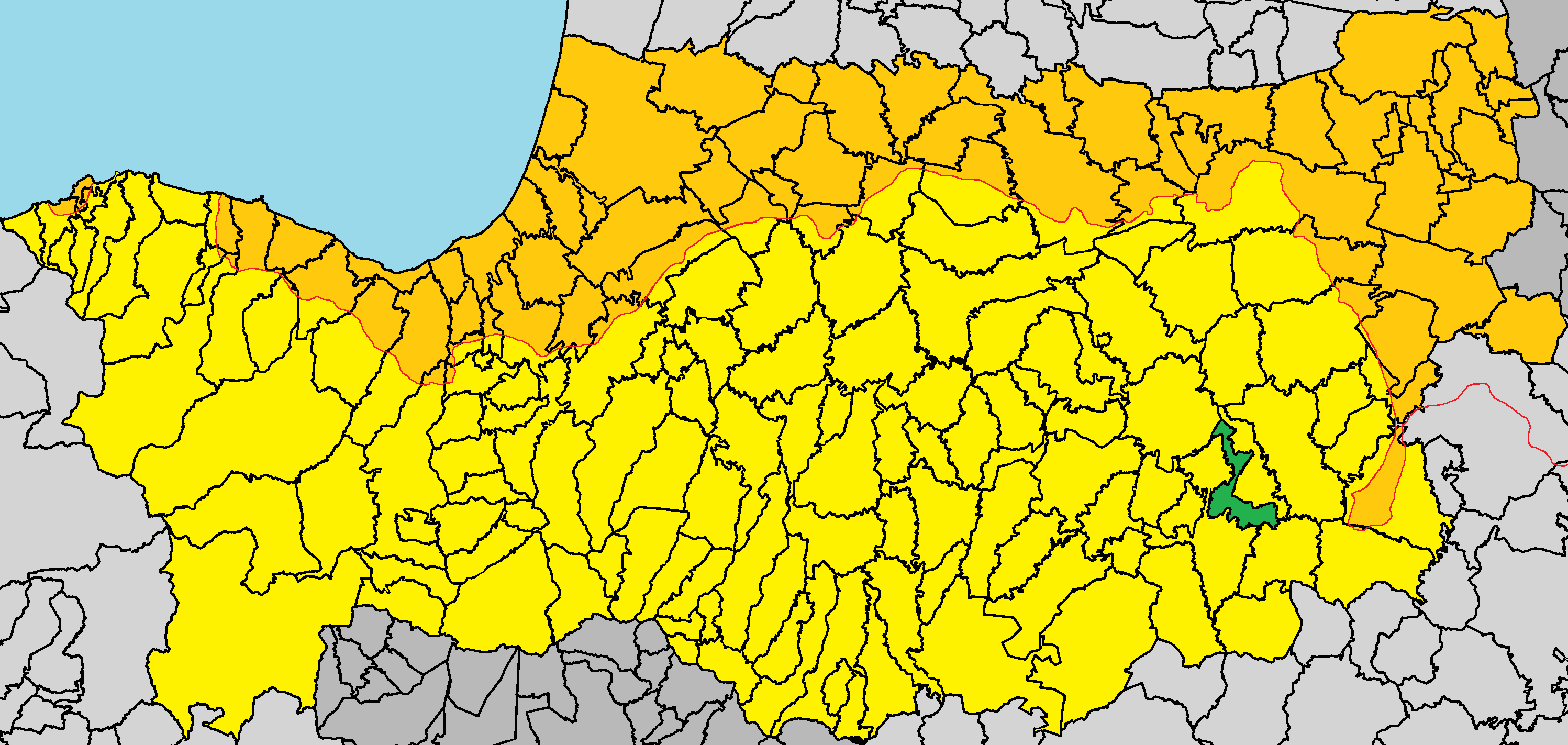
Lage im Bezirk Nikosia

Pera Chorio befindet sich östlich des Troodos-Gebirges, relativ zentral in der Mitte der Insel. Der Ort liegt einige Kilometer südlich der Hauptstadt Nikosia, etwa auf halber Strecke von Nikosia nach Larnaka am Fluss Gualias, der Pera Chorio von seinem Nachbarort Nisou trennt. Weitere Nachbarorte sind Dali, Alambra und Agia Varvara.

## Verkehr
Aufgrund seiner zentralen Lage verfügt der Ort über eine gute Verkehrsanbindung. So sind die größeren Städte Zyperns über die A1 und A2, welche unweit des Ortes aufeinandertreffen, gut zu erreichen. Regionale Anbindung besteht durch die Hauptstraßen B1 und B2.